# Ковпак, Александр Александрович
Алекса́ндр Алекса́ндрович Ковпа́к (укр. Олександр Олександрович Ковпак; род. 2 февраля 1983, Смела, Черкасская область) — украинский футболист, нападающий
С 2003 года по 2005 год выступал за «Черкассы». В сезоне 2003/04 стал лучшим бомбардиром клуба во Второй лиге. В 2005 году перешёл в «Таврию». В 2009 году стал капитаном команды. В сезоне 2008/09 стал лучшим бомбардиром чемпионата Украины. В 2010 году в составе «Таврии» выиграл Кубок Украины. Затем играл за «Севастополь», и в 2014 году стал игроком «Ворсклы».
Выступал за молодёжную сборную Украины до 21 года и национальную сборную Украины.

## Биография

### Клубная карьера
В детстве занимался спортивной гимнастикой, но в 14 лет переключился на футбол. Воспитанник ДЮСШ «Локомотив» (Смела). Первый тренер — Виктор Иванович Нагорный. В 2003 году попал в любительский клуб «Черкассы». В сезоне 2003/04 стал лучшим бомбардиром клуба во Второй лиге, забив 11 мячей. В сезоне 2004/05 «Черкассы» дошли до 1/8 финала Кубка Украины где проиграли симферопольской «Таврии» по пенальти (4:5, в основное время — 1:1). Всего за «Черкассы» во Второй лиге провёл 43 матча и забил 20 голов.

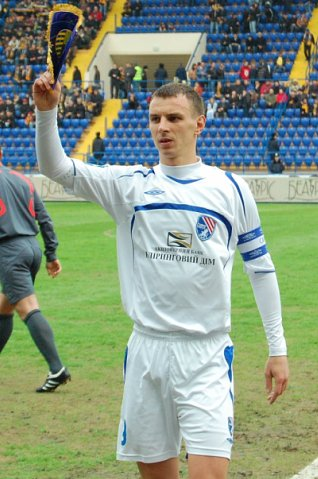
Ковпак в составе «Таврии», 2010 год

Зимой 2005 года перешёл в симферопольскую «Таврию», хотя у него были предложения от одесского «Черноморца» и полтавской «Ворсклы-Нефтегаз». В Высшей лиге Украины дебютировал 1 марта 2005 года в матче против бориспольского «Борисфена» (2:1). Ковпак начал матч в основе, но на 83 минуте был заменён на Анатолия Маткевича. Первый гол в Высшей лиге забил Дмитрию Стойко 13 марта 2005 года в матче против «Ворсклы-Нефтегаз» (4:0), в этой игре Александр отметился дублем.
В сезоне 2007/08 «Таврия» заняла 5 место в Высшей лиге и заявилась на последний Кубок Интертото. Во втором раунде «Таврия» обыграла молдавский «Тирасполь». Первый матч в гостях «Таврия» сыграла вничью (0:0), Ковпак участия в матче не принял. В Симферополе «Таврия» обыграла «Тирасполь» (3:1), Ковпак вышел на 81 минуте вместо серба Желько Любеновича. В следующем раунде «Таврии» попался французский «Ренн». Первый матч в гостях крымчане проиграли (1:0). В домашнем матче в основное время Васил Гигиадзе забил гол на 71 минуте. После игра продолжилась в овертайме. Ковпак вышел на 106 минуте вместо Лаки Идахора. В серии пенальти «Таврия» проиграла (9:10), Александр забил один из голов «Таврии».
После ухода Владимира Гоменюка в днепропетровский «Днепр» стал капитаном весной 2009 года. В сезоне 2008/09 с 17 голами стал лучшим бомбардиром чемпионата Украины. По окончании сезона 2008/09 сайт Football.ua включил его в символическую сборную чемпионата Украины и расположил на 7 месте в определении Золотого мяча Украины 2009 года. В мае 2009 года продлил свой контракт с «Таврией» до конца 2010 года, хотя мог перейти в один из клубов Украины, России, Франции или Германии.
В начале декабря 2010 года подписал трёхлетний контракт с киевским «Арсеналом», в команду он перешёл в качестве свободного агента.
21 января 2013 года, предварительно получив статус свободного агента, подписал контракт с клубом «Севастополь».
29 марта 2013 года дебютировал за ФК «Севастополь» в матче против ПФК «Александрия» и отличился дублем.
В июле 2014 года подписал контракт с полтавской «Ворсклой» по системе (1+1). Впоследствии выступал за «Черкасский Днепр» и «Полтаву» в Первой лиге. Летом 2018 года в 35-летнем возрасте вернулся в Премьер-лигу, подписав контракт с черниговской «Десной».

### Карьера в сборной
Провёл 1 матч за молодёжную сборную Украины до 21 года 7 июня 2005 года против Греции (0:1). Являлся кандидатом на поездку на молодёжный чемпионат Европы в 2006 году в Португалии.
25 мая 2009 года был вызван Алексеем Михайличенко в сборную Украины на отборочные матчи чемпионата мира 2010 года против сборной Хорватии и Казахстана, но на поле так и не вышел. В следующий раз в сборную его вызвал Михаил Фоменко в конце мая 2013 года на товарищеский матч против Камеруна 2 июня и встречу в рамках квалификации на чемпионат мира 2014 против Черногории 7 июня. Его вызов случился в связи с травмой Марко Девича.

## Стиль игры
После каждого забитого им гола исполняет сальто.

## Статистика
| Сезон   | Клуб     | Лига         | Чемпионат | Чемпионат | Кубок | Кубок | Дубль | Дубль | Еврокубки | Еврокубки |
| Сезон   | Клуб     | Лига         | Игры      | Голы      | Игры  | Голы  | Игры  | Голы  | Игры      | Голы      |
| ------- | -------- | ------------ | --------- | --------- | ----- | ----- | ----- | ----- | --------- | --------- |
| 2002/03 | Черкассы | ААФУ         | 8         | 6         | —     | —     | —     | —     | —         | —         |
| 2003/04 | Черкассы | Вторая лига  | 29        | 11        | 1     | 1     | —     | —     | —         | —         |
| 2004/05 | Черкассы | Вторая лига  | 14        | 9         | 3     | 1     | —     | —     | —         | —         |
| 2004/05 | Таврия   | Высшая лига  | 14        | 6         | 0     | 0     | 0     | 0     | —         | —         |
| 2005/06 | Таврия   | Высшая лига  | 22        | 5         | 1     | 0     | 3     | 1     | —         | —         |
| 2006/07 | Таврия   | Высшая лига  | 26        | 2         | 4     | 1     | 1     | 0     | —         | —         |
| 2007/08 | Таврия   | Высшая лига  | 26        | 3         | 4     | 0     | 0     | 0     | —         | —         |
| 2008/09 | Таврия   | Премьер-лига | 28        | 17        | 2     | 1     | 0     | 0     | 3         | 0         |
| 2009/10 | Таврия   | Премьер-лига | 25        | 8         | 2     | 4     | 0     | 0     | —         | —         |
| 2010/11 | Арсенал  | Премьер-лига | 9         | 1         | 0     | 0     | 0     | 0     | —         | —         |

## Достижения

### Командные
- Обладатель Кубка Украины: 2009/10
- Победитель Первой лиги Украины: 2012/13
- Серебряный призёр Первой лиги Украины: 2017/18
- Бронзовый призёр Второй лиги: 2004/05

### Личные
- Лучший бомбардир чемпионата Украины: 2008/09
- Член бомбардирского Клуба Сергея Реброва: 77 голов

## Личная жизнь
В декабре 2007 года женился на Ирине, родом из родного города Ковпака Смелы. До этого Александр встречался с ней 2 года. Свидетелем у них на свадьбе был Андрей Корнев, также на свадьбе присутствовали футболисты Владимир Гоменюк и Илья Галюза.
Присутствовал на свадьбе Эдмара в декабре 2008 года.
17 декабря 2010 года у пары родилась дочь Мелания, в этот день их браку исполнилось три года.